# Philipp Hartwich
Philipp Hartwich (Colonia, 11 settembre 1995) è un cestista tedesco.